# Rokowiec (herb szlachecki)

Herb Rokowiec

Rokowiec – polski herb szlachecki z nobilitacji

## Opis herbu
W polu błękitnym koło fortuny czarne, o sześciu szprych z żółtymi ozdobami na dzwonach i na piaście.Nad kołem gwiazda srebrna pięciokątna.U góry korona złota nad którą dwa skrzydła orle szare, pomiędzy którymi litera ruska P.

## Najwcześniejsze wzmianki
Postanowieniem za zasługi w dniu 22 lutego 1836 roku Salwian Jakubowski otrzymał szlachectwo i herb Rokowiec.

## Herbowani
Salwian Jakubowski